# Кузнецово (19 248 816 018)
Кузнецо́во — деревня в Усть-Кубинском районе Вологодской области.
Входит в состав Устьянского сельского поселения (до 2015 года — в составе Заднесельского сельского поселения).
Расстояние по автодороге до районного центра Устья — 28 км, до центра муниципального образования Заднего — 10 км. Ближайшие населённые пункты — Климушино, Уласово, Елизарово, Аристово. Вблизи деревни протекает ручей, приток реки Угормы.

## Население
| 2010 |
| ---- |
| 0    |

Постоянное население в 2013 году не более 2 человек.